# خالد الترجمان
خالد عمر الترجمان (مواليد، بنغازي 1953)، ناشط حقوقي ليبي، أمضي أثني عشر سنه في سجون نظام القذافي المنهار وكان معارضًا لحكم معمر القذافي منذ بدايته، وبعد قيام ثورة 17 فبراير أضحى الترجمان أحد القيادات الوطنية لليبيا ما بعد حكم القذافي.

## النشأة
ولد الترجمان بمدينة بنغازي شرق ليبيا، وهو ينحدر من عائلة أصلها في مدينة مصراتة غرب ليبيا، وترعرع الترجمان في منطقة الرويسات بمدينة بنغازي وفيها التحق بمدرسة شهداء يناير الثانوية وبجامعتها جامعة بنغازي ليدرس القانون بكلية الحقوق في سبعينيات القرن العشرين، وقد شارك في الأنتفاضة الطلابيه في فترة دراسته بكلية الحقوق الي أن أعتقل في 1976م.

## السيرة الذاتية
معارض وسجين سياسي وناشط حقوقي حُكم بالسجن المؤبد في القضية الشهيرة قضية احداث الطلبة التي كان أحد قادتها في ابريل 1976 مع زملائه الطلاب فيما يسمى محكمة الشعب آنذاك وقضى بداخل السجن اثني عشر عاماً من العام 1976م إلى العام 1988م تعرض لابشع أنواع التعذيب والتنكيل والذي طال اسرته خلال اعتقاله بالحرس الجمهوري 1976، ومنذ العام 1988م إلى العام 2011م اعتقل اثنين وعشرين مرة واستدعي للتحقيق عديد المرات اخرها يناير 2011 م.
ثائر شارك مع شباب ثورة الشعب منذ اللحظة الاولي وقاد معهم بمدينة بنغازى ليلة 15 فبراير 2011 المظاهرة الاستباقية الأولى والصدامات بميدان الشجرة وسقوط الكتيبة وحتى تحرير سرت ونهاية القذافي 20/10/2010 .قاد مع ادريس لاغا وادريس المسمارى واخرون المظاهرة المعروفة بمظاهرة جامعة العرب الطبية يوم 1 11 1998 لاعلان إصابة الأطفال الليبيين بفيروس الإيدز عمل كأمين سر للمجلس الإنتقالى الأول لليبيا بعد الثورة ويشغل حالياً 2014 منصب مستشار رئيس المؤتمر الوطنى